# Ganquan

Lage des Kreises Ganquan auf dem Gebiet der bezirksfreien Stadt Yan’an

Der Kreis Ganquan (chinesisch 甘泉县, Pinyin Gānquán Xiàn) ist ein Kreis der bezirksfreien Stadt Yan’an im Norden der Provinz Shaanxi. Er hat eine Fläche von 2.276 km² und zählt 76.929 Einwohner (Stand: Zensus 2020).

## Administrative Gliederung
Auf Gemeindeebene setzt sich der Kreis aus drei Großgemeinden und fünf Gemeinden zusammen. 